# 膏肓鬼
膏肓鬼，出自《左传·成公十年》，晉景公夢見一個厲鬼，藏身于膏肓（古代医学中称横膈膜为膏肓），後來演變為居住在膏肓让人病情变严重的妖怪。

## 参見
- 中国妖怪列表